# Tomasz Demkowicz
Tomasz Demkowicz (ur. 27 kwietnia 1970 w Sanoku) – polski hokeista, wychowanek i wieloletni zawodnik sanockiego klubu, reprezentant Polski do lat 18, do lat 20 i kadry seniorów. Trener hokejowy. 

## Życie prywatne
Syn Andrzeja, działacza hokejowego w Sanoku. Hokeistami zostali zarówno brat, jak i kuzyn Dariusz (ur. 1979). Ma troje dzieci, dwie córki i syna Huberta (ur. 1993), który także został hokeistą.
Uczęszczał do Szkoły Podstawowej nr 7 w Sanoku. W 1988 ukończył uzyskał zawód mechanika pojazdów samochodowych w Zespole Szkół Mechanicznych w Sanoku (w jego klasie był m.in. inny hokeista Wojciech Zubik). Studiował na uczelni PWSZ w Krośnie, ukończył studia wyższe na Uniwersytecie Rzeszowskim z tytułem magistra.

## Kariera zawodnicza

### Kluby

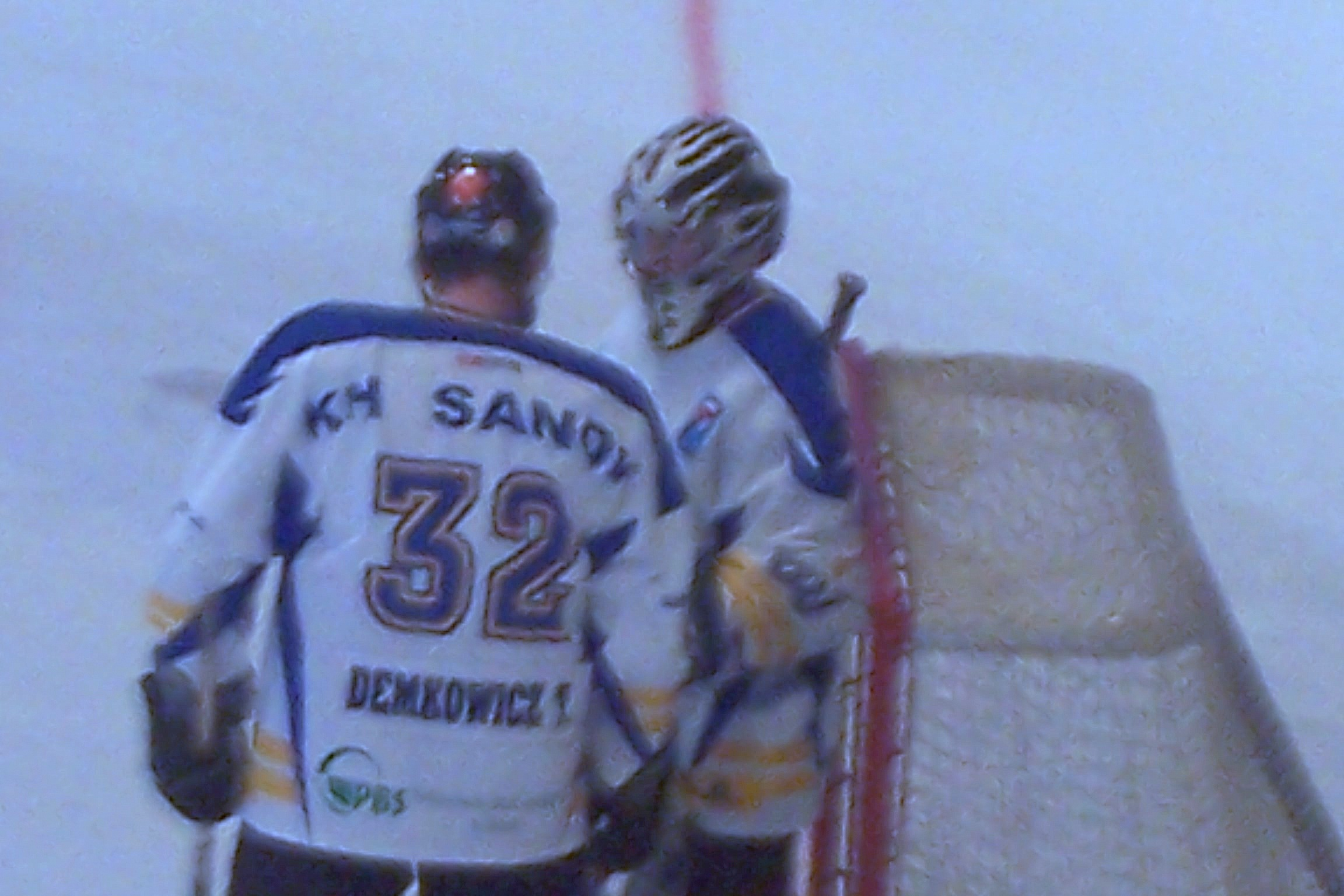
Tomasz Demkowicz (z lewej) w barwach KH Sanok przed ostatnim w historii meczem na lodowisku Torsan w Sanoku (21 marca 2006), Obok Łukasz Janiec

- Stal Sanok - juniorzy (1980-1987)
- Stal Sanok STS Sanok (1986-1991)
- Górnik Katowice (1991-1993)
- STS Sanok (1993-1999)
- SKH Sanok (1999-2001)
- GKS Tychy (2001-2003)
- KH Sanok (2003-2010)

Treningi hokejowe rozpoczął w 1980 w klubie Stali Sanok. Jego hokejowym wychowawcą był Tadeusz Garb. Wraz z młodzieżową drużyną Stali kierowaną przez Tadeusza Glimasa w lutym 1985 awansował do finału rozgrywanej w Sanoku XII Ogólnopolskiej Zimowej Spartakiady Młodzieży. W barwach seniorskiego zespołu Stali Sanok zadebiutował w meczu ligowym w wieku 17 lat w II lidze sezonu 1986/1987. W kolejnym sezonie 1987/1988 wyróżniał się w drużynie Stali. Przed sezonem II ligi 1989/1990 w wieku 19 lat został kapitanem drużyny Stali Sanok. W tej edycji ligowej stawał się indywidualnością w drużynie. Kontynuował grę w barwach kontynuatora Stali, zespole Sanockiego Towarzystwa Sportowego (STS). Przed sezonem II ligi 1991/1992 podjął studia na AWF Krakowie, pozostając zawodnikiem STS (według planu miał trenować w Krakowie wspólnie z drużyną Cracovii i występować w meczach ligowych w barwach STS). Mimo tego, na początku tego sezonu, w związku z podjęciem studiów na AWF w Katowicach, został zawodnikiem Górnika 1920 Katowice. W tym zespole występował przez dwa sezony, po czym od października 1993 w sezonie 1993/1994 był ponownie zawodnikiem STS. W 1996 ponownie został kapitanem STS. Do 1999 grał w drużynie STS „Autosan” Sanok, a w sezonach 1999/2000 i 2000/2001 w SKH Sanok, po czym odszedł do GKS Tychy, w barwach którego grał w latach 2001-2003. Od 2003 ponownie grał w macierzystym zespole, pod nową nazwą KH Sanok. Funkcję kapitana pełnił także w ostatnich latach występów. Był nominalnym napastnikiem i przez wiele lat występował na pozycji lewoskrzydłowego. U schyłku kariery grał w formacji obronnej. Ostatni mecz w karierze, w wieku niespełna 40 lat, rozegrał 14 marca 2010 w wygranym spotkaniu Ciarko KH Sanok z KTH Krynica 6:0. Został uznany za jednego z najlepszych zawodników w historii sanockiego hokeja.
Po zakończeniu profesjonalnej kariery zawodniczej podjął występy w półamatorskich rozgrywkach II ligi edycji 2013/2014 w barwach drużyny LHT Lublin.
W trakcie kariery zyskał pseudonim Dymek. Za swojego najlepszego partnera w grze hokejowej uznał Artura Ślusarczyka

### Reprezentacja
W 1985 został powołany na konsultacje do kadry Polski młodzików. Latem 1986 został powołany do kadry Polski do lat 17. W barwach reprezentacji Polski do lat 18 wystąpił w turnieju mistrzostw Europy juniorów Grupy A w 1988. Podczas sezonu II ligi 1988/1989 W grudniu 1988 i w marcu 1989 był powołany do kadry Polski juniorów do lat 20 jako jedyny zawodnik zespołu II-ligowego. W barwach reprezentacji Polski do lat 20 uczestniczył w turnieju mistrzostw świata juniorów Grupy B w 1989 w Chamonix.
W latach 90. został kadrowiczem seniorskiej reprezentacji Polski. W jej barwach rozegrał 46 spotkań strzelając 20 bramek. Brał udział w turniejach mistrzostw świata w 1998 (Grupa B, zdobywał gole), 2001 (Grupa B), 2002 (Grupa A). Ponadto wystąpił w kadrze Polski zimowej Uniwersjady w 1993 zdobywając dwa gole: w meczu z Koreą Południową, Rosją. Został jedynym wychowankiem sanockiego klubu, który wystąpił na turnieju mistrzostw świata pierwszego szczebla i zdobył gola na tym poziomie (2 maja 2002 uzyskał trafienie na 3:0 w meczu z Włochami, a spotkanie zakończyło się wynikiem 5:1 dla Polski).

### Osiągnięcia
Reprezentacyjne

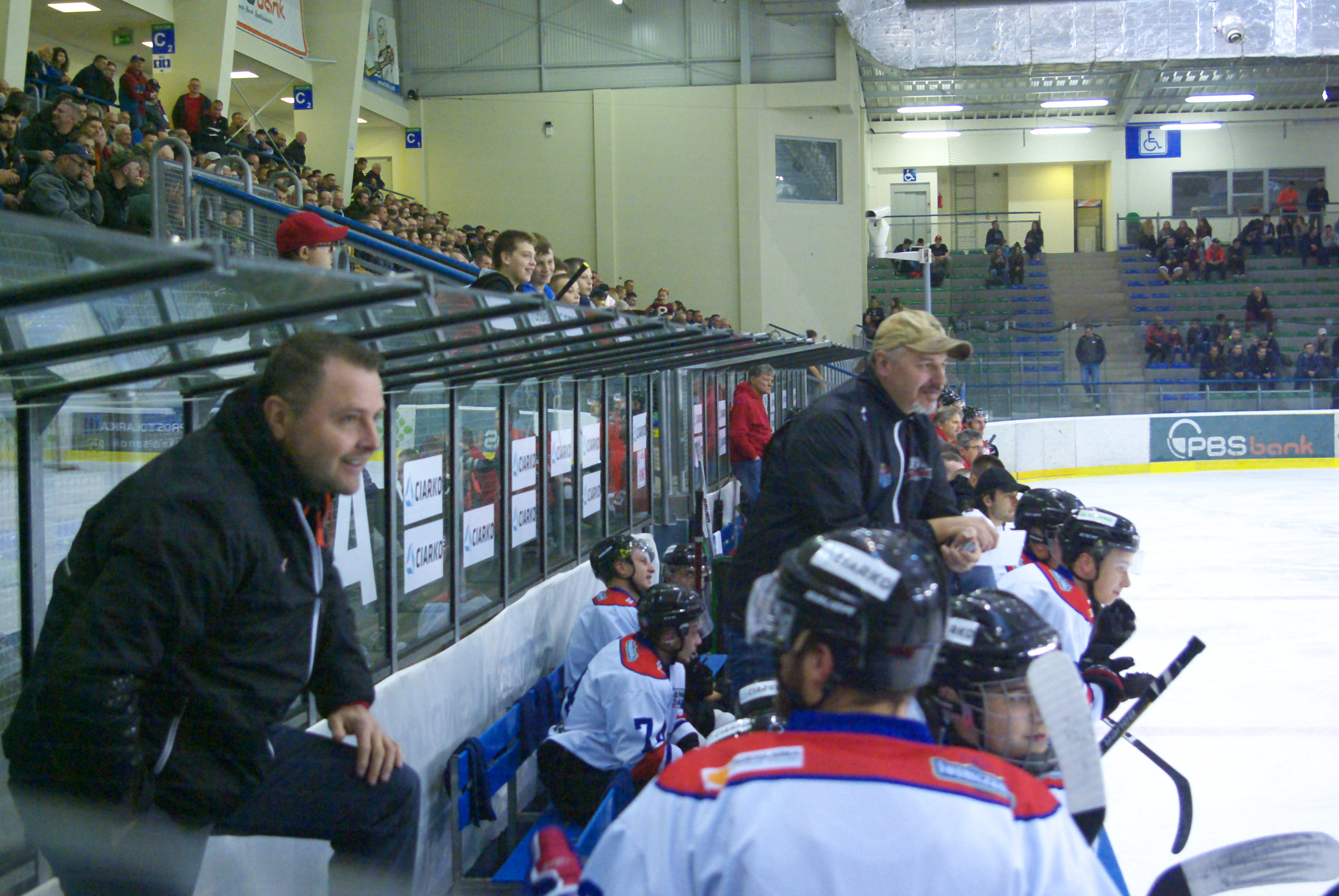
Tomasz Demkowicz i Marcin Ćwikła jako trenerzy Ciarko KH 58 Sanok (2018)

- Udział w mistrzostw Europy juniorów do lat 18 Grupy A 1988 w Czechosłowacji – spadek do Grupy B
- Udział w mistrzostwach świata juniorów do lat 20 Grupy B 1989 we Francji (Chamonix) – awans do Grupy A; dwie asysty[38][39]
- Udział w mistrzostwach świata Grupy B 1998 w Słowenii (Lublana, Jesenice)
- Udział w Uniwersjadzie 1993 w Nowym Targu
- Udział w mistrzostwach świata Grupy B 2001 we Francji (Grenoble) – 2 asysty w 5 meczach, awans do Elity
- Udział w mistrzostwach świata Grupy A 2002 we Szwecji (Göteborg, Jönköping) – 1 gol w 6 meczach[40][41][42]

Klubowe
- Puchar Polski: 2001 z GKS Tychy
- Brązowy medal mistrzostw Polski: 2002 z GKS Tychy
- Awans do ekstraligi: 2004 z KH Sanok

Indywidualne
- I liga polska w hokeju na lodzie (1998/1999)[43]:
  - Pierwsze miejsce w klasyfikacji kanadyjskiej w sezonie zasadniczej w drużynie STS: 40 punktów

### Wyróżnienia
- Pierwsze miejsce w plebiscycie dla najpopularniejszego sportowca Sanoka w latach: 1988[44], 1994[45][46], 1995[47][48], 1997[49][50]
- Drugie miejsce w plebiscycie dla najpopularniejszego sportowca Sanoka: 1996[51][52]
- Trzecie miejsce w plebiscycie dla najpopularniejszego sportowca Sanoka: 1998[53]
- Drugie miejsce w plebiscycie na najpopularniejszego sportowca województwa krośnieńskiego, organizowanym przez czasopismo „Podkarpacie” za rok 1989[54]
- Pierwsze miejsce w plebiscycie na najpopularniejszego sportowca województwa krośnieńskiego, organizowanym przez czasopismo „Podkarpacie” za rok 1996[55], 1997[50][56]
- Piąte miejsce w plebiscycie na najpopularniejszego sportowca Polski południowo-wschodniej (Nowiny): 1997[57]
- Nagroda Miasta Sanoka za rok 2003 w dziedzinie sportu i turystyki[58] za całokształt działalności sportowej i trenerskiej: 2004[4][59]
- Najlepszy trener seniorów w plebiscycie „Hokejowe Orły”: 2014[60]

## Kariera trenerska
W 1995 ukończył kurs trenerski w Katowicach. Będąc jeszcze czynnym zawodnikiem był grającym trenerem drużyny KH Sanok (od sierpnia 2003 do stycznia 2004, od września do grudnia 2004 i od września do października 2005). Po zakończeniu wyczynowego uprawiania sportu 28 czerwca 2010 został trenerem drużyny juniorskiej SMS I Sosnowiec, występującej w I lidze. Pracował również jako II trener kadry Polski do lat 18. 9 lipca 2012 mianowany przez PZHL głównym jej szkoleniowcem. Pełnił funkcję asystenta trenera reprezentacji Polski do lat 18 na turniejach mistrzostw świata juniorów do lat 18 w 2011 (Dywizja I Grupa B), 2012 (Dywizja I Grupa B), 2013 (Dywizja I Grupa B), 2015 (Dywizja II Grupa A). Od połowy 2013 prowadził zajęcia przygotowujące do sezonu zespół Ciarko PBS Bank KH Sanok, od sierpnia 2013 był jego trenerem (jego asystentem został Marcin Ćwikła). 11 stycznia 2014 ustąpił z miejsca pierwszego trenera; nowym szkoleniowcem został wówczas Miroslav Fryčer, zaś Demkowicz i Ćwikła zostali jego współpracownikiem. Prowadzona przez nich drużyna zdobyła tytuł mistrza Polski w sezonie Polska Hokej Liga (2013/2014). Przed kolejnym sezonem Polska Hokej Liga (2014/2015) T. Demkowicz i M. Ćwikła ponownie przygotowywali zespół do rozgrywek. Po przegranym meczu o Superpuchar Polski i po trzech rozegranych awansem meczach nowego sezonu, jeszcze przed oficjalnym terminem inauguracji ligi, T. Demkowicz odszedł ze stanowiska trenera, a jego miejsce powtórnie zajął Miroslav Fryčer. Podjął także pracę asystenta szkoleniowca w reprezentacjach Polski w hokeju na lodzie kobiet, kadry juniorskiej do lat 18 oraz kadry seniorskiej. W tej funkcji uczestniczył w turnieju mistrzostw świata w hokeju na lodzie kobiet w 2016 (Dywizja II Grupa A). W lipcu 2016 został I trenerem Polonii Bytom. W sezonie PHL 2016/2017 zdobył z bytomską Polonią brązowy medal. Po niekorzystnym początku sezonu PHL 2017/2018 w połowie października 2017 został zwolniony z posady trenera Polonii. Pod koniec października 2017 został asystentem Marcina Ćwikły w zespole Ciarko KH 58 Sanok grającym w sezonie 2. ligi słowackiej. 4 września 2018 został ogłoszony głównym trenerem reprezentacji Polski do lat 18. Kadrę prowadził w turnieju MŚ Dywizji II Grupy A edycji 2019 na Litwie w Elektrenach, wywalczając awans do Dywizji I Grupy B. 
Na początku stycznia 2019 ogłoszono jego nominację na stanowisko dyrektora sportowego PZHL. 30 czerwca 2020 wraz z Arturem Ślusarczykiem został ogłoszony asystentem głównego trenera seniorskiej kadry Polski, Róberta Kalábera. W grudniu 2021 pełnił funkcję asystenta w sztabie trenerskim reprezentacji Polski do lat 20 podczas turnieju mistrzostw świata Dywizji IB edycji 2021, gdy kadra została zdegradowana. 11 sierpnia 2022 ogłoszono, że odszedł ze sztabu kadry narodowej seniorów, pozostając na stanowisku dyrektora sportowego PZHL.
Osiągnięcia szkoleniowe
- Brązowy medal mistrzostw Polski: 2017 z Polonią Bytom
- Awans do Dywizji I Grupy B mistrzostw świata do lat 18: 2019 z reprezentacją Polski